# 金安老
金安老（：／，1481年—1537年），字颐叔（이숙），號希樂堂（희락당）、龍泉（용천）、退齋（퇴재），本貫延安金氏，朝鮮王朝中宗時期權臣，是大尹派其中一人(尹任)。
他有兩名兄長金安世和金安鼎。

## 簡歷
金安老在中宗一年文科及第，後來成為右議政。章敬王后因生世子天胤（後來的仁宗）而病死，朝野為「立新王妃」或「復立廢妃慎氏（即端敬王后）」而爭論，金安老主張兩是論，得到中宗賞識，後來一直平步青雲，官至吏曹判書。後來金安老因為被左議政沈貞告發受贓而被貶到外地。在灼鼠之變後，以「保護世子」之名回到朝廷，掌大權。後因涉嫌謀反，在1537年被賜死。
《朝鮮王朝實錄》中宗31年有關於金安老的記載：當時中宗在為世子後宮撿擇良娣，金安老有意將自己的外孫女送進東宮，但當時已擇定尹漑之女為良娣了；金安老為了自己的權力，不惜誣陷尹漑；最後尹漑之女雖未入東宮，但良娣人選卻是文定王后親姪女尹氏，也就是後來仁宗的淑嬪尹氏。

## 家庭
- 父 金園

- 兒子金禧（김희），是孝惠公主（효혜공주）駙馬。

## 相關影視作品及飾演者
- 《趙光祖（朝鲜语：조광조 (드라마)）》：1996年KBS電視劇，洪性民（朝鲜语：홍성민 (배우)） 飾。
- 《女人天下》：2002年SBS電視劇，金鍾潔（朝鲜语：김종결） 飾。

## 外部連結
- http://hyunam.tnut.ac.kr/PAINT/paint/pnt00187.htm%5B%5D